# اینجبورگ هاچمر
اینجبورگ هاچمر (انگلیسی: Ingeborg Hochmair؛ زادهٔ ) یک دانشمند اهل اتریش است. او به همراه همسرش پروفسور اروین هاچمر به ایجاد اولین کاشت حلزونی چند کاناله میکرو الکترونیکی در جهان کمک کرد. در سال ۱۹۸۰ او به همراه همسرش شرکت تجهیزات پزشکی MED-EL را تأسیس کرد و به عنوان مدیر عامل و مدیر ارشد فناوری آن فعالیت می‌کند. در سال ۲۰۱۳، او به همراه دو دانشمند دیگر جایزه پژوهش پزشکی بالینی لسکر-دی‌بیکی را برای توسعه کاشت حلزونی مدرن دریافت کرد.